# Calcoteca
La Calcoteca (en griego antiguo: Χαλκοθήκη) pertenece al conjunto de edificios de la Acrópolis de Atenas. Su nombre y función se conocen solo por inscripciones del siglo IV a. C.

## Funciones

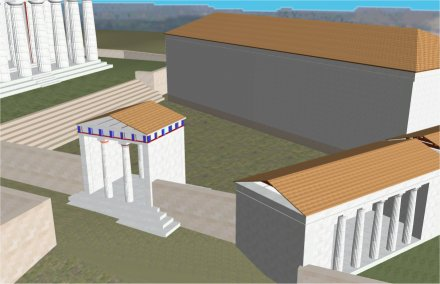
Recreación por ordenador de la Calcoteca (estructura en sombra sin columnas). La estructura visible a la izquierda es el Partenón.

El edificio albergaba principalmente los exvotos de metal ofrecidos en la Acrópolis (khalkos) y otros metales donados a los santuarios de las colinas, como armas, estatuas, estatuillas y diversos recipientes, como hidrias, etc.), considerados pertenencias de la diosa Atenea. Un edicto del siglo IV a. C. ordena erigir, frente a la Calcoteca, una estela de piedra (c. 353/352 a. C.)  con una lista de todos los objetos almacenados en ella.

Curiosamente, el historiador Pausanias no menciona la Calcoteca al describir la Acrópolis, posiblemente debido a que no tenía ningún mérito artístico o histórico en su tiempo.

## Descripción
La Calcoteca estaba situada entre el muro oriental del Santuario de Artemisa Brauronia y el Partenón, unida a él por un pequeño tramo de escalones. Su pared posterior corría paralela a la muralla sur de la Acrópolis. Era un edificio de planta rectangular, de 43 m x 14 m, con acceso desde el norte. Su fachada daba al norte. El edificio tenía tres puertas y sus columnas eran de estilo dórico. Por el lado sur, unía la muralla sur de la fortaleza con la Acrópolis. En el interior, el tejado estaba sostenido por seis columnas que sostenían el techo y dividían el edificio en dos naves. En el interior, a lo largo del eje longitudinal tenía seis columnas .
La Calcoteca fue construida en torno a los años 380-370 a. C. A comienzos del siglo IV a. C. se le añadió un pórtico a lo largo de la fachada. Conectaba el edificio con el patio occidental del Partenón. 
Parece que, en época romana, tuvo lugar una importante reestructuración de la Calcoteca, como indican numerosos fragmentos de elementos arquitectónicos de datación romana y dimensiones correspondientes a las del edificio.
Las únicas huellas que deja la Calcoteca son cortes en el lecho de roca de las que se puede deducir su tamaño y forma, y fragmentos de sus cimientos de toba volcánica. Está muy mal conservada.

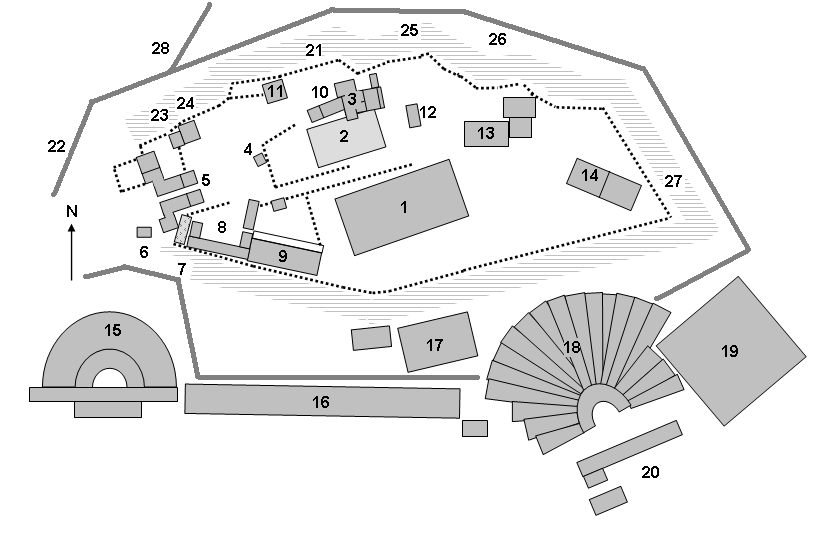
Plano de la Acrópolis de Atenas: la Calcoteca es el número 9.